# ادنسه
اُدِنسه  (به دانمارکی: Odense) سومین شهر بزرگ کشور دانمارک است. نام این شهر از نام خدای خدایان، اودین، گرفته شده‌است.
این شهر دارای جمعیتی حدود ۱۵۸٬۶۷۸ (در ژانویهٔ ۲۰۰۹) و مهمترین شهر در جزیرهٔ فون (به دانمارکی: Fyn، به لاتین: Funen) است.

## مشاهیر اهل اُدنسه
- هانس کریستیان آندرسن، نویسنده و شاعر
- کارل نیلسن، آهنگساز کلاسیک، در حوالی این شهر می‌زیسته
- شاه کانوت چهارم (کانوت مقدس)
- کارل فردریک تیتگن نجیب‌زاده، بانکدار و بشردوست

## تجارت
بیشتر کارخانجات دانمارک در نزدیکی شهر اُدنسه قرار دارند. بزرگترین کارخانهٔ کشتی‌سازی دانمارک در این شهر واقع شده‌است. همچنین، بزرگترین فروشگاه‌های حراجی سبزیجات، گُل و میوهٔ دانمارک در این شهر قرار دارند.

## شهرهای خواهرخوانده
اُدنسه دارای ۲۰ شهر خواهرخوانده است:
| شمال اروپا          | اروپای مرکزی و شرقی | خاور دور          | دیگر شهرها               |
| نورکاپینگ، سوئد     | برنو، جمهوری چک     | فوناباشی، ژاپن    | کوناس، لیتوانی           |
| کلکسویک، جزایر فارو | کاتوویتس، لهستان    | ایکسان، کره جنوبی | آتن(جرجیا)، ایالات متحده |
| کپاوگر، ایسلند      | کیف، اکراین         | شواشینگ، چین      | کلمبوس، ایالات متحده     |
| آسترسوند، سوئد      | شورین، آلمان        |                   | ازمیر، ترکیه             |
| تامپره، فنلاند      |                     |                   | گرونینگن، هلند           |
| تروندهایم، نروژ     |                     |                   | پتخ تیکوا، اسرائیل       |
| ایپرنیویک، گرینلند  |                     |                   |                          |

## نگارخانه

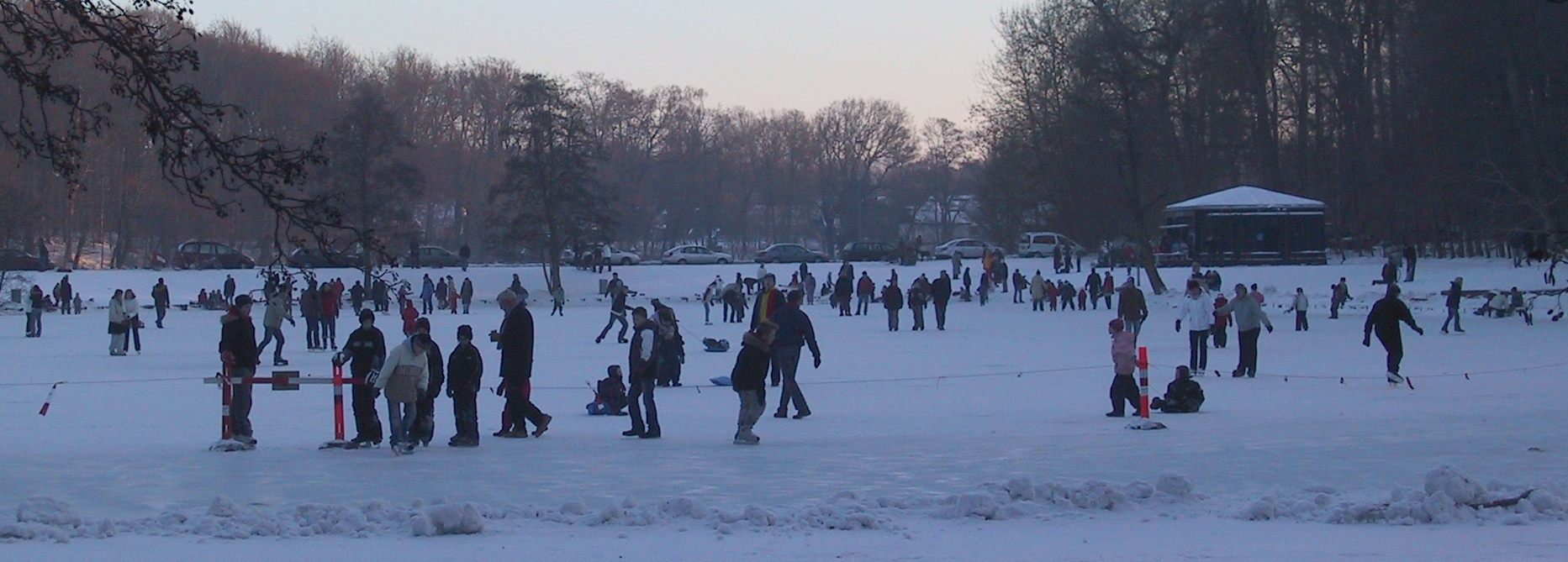
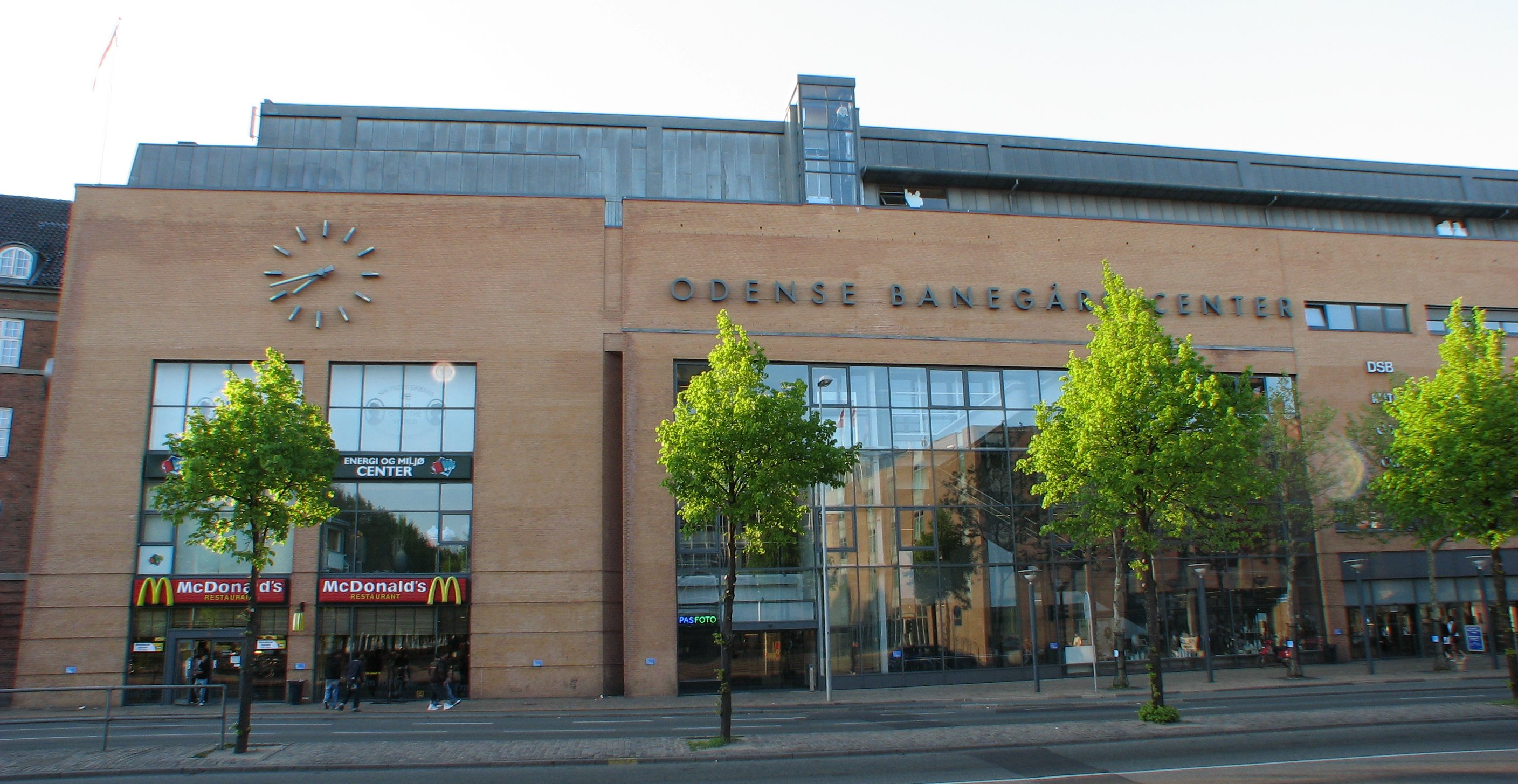
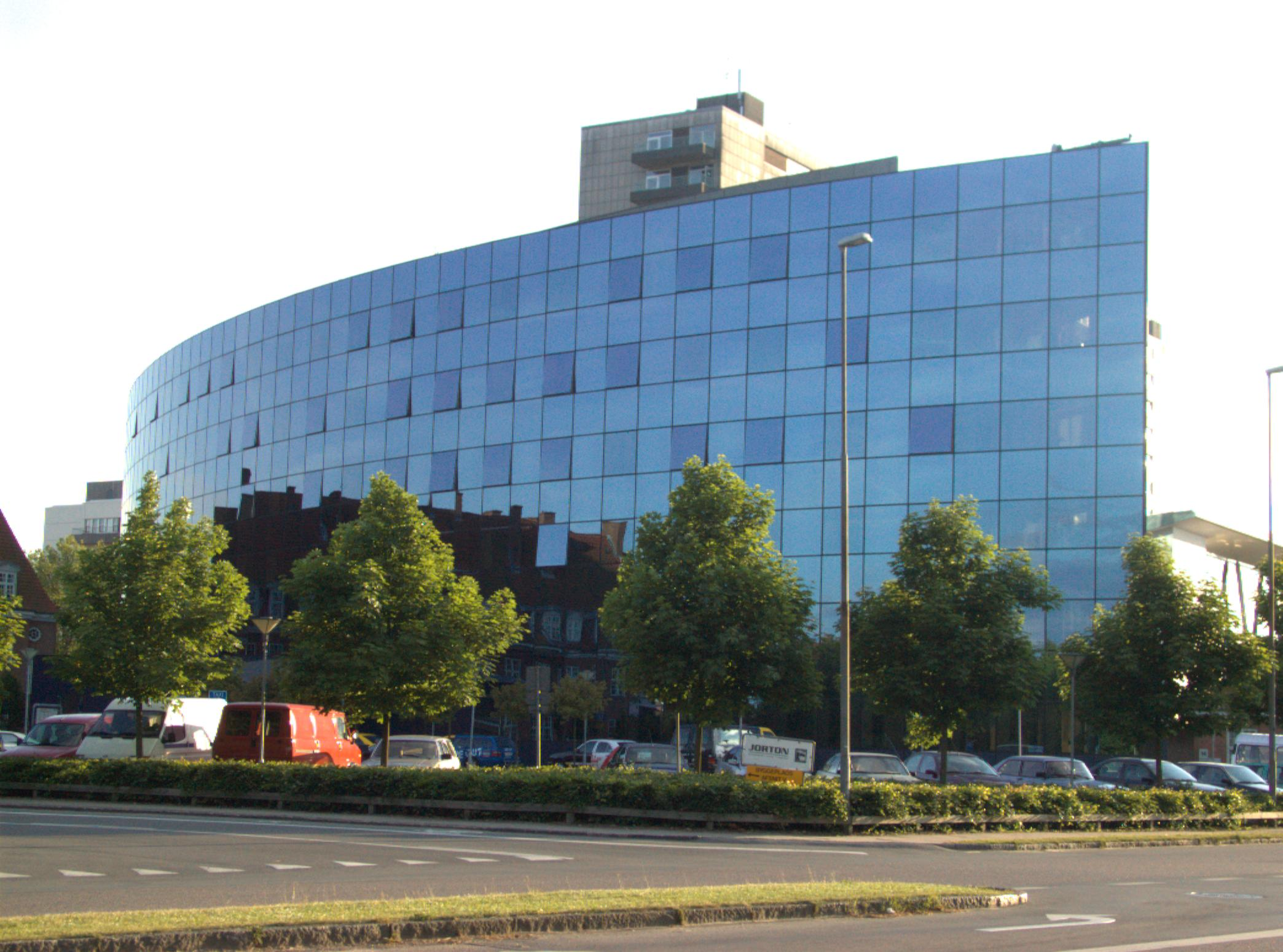
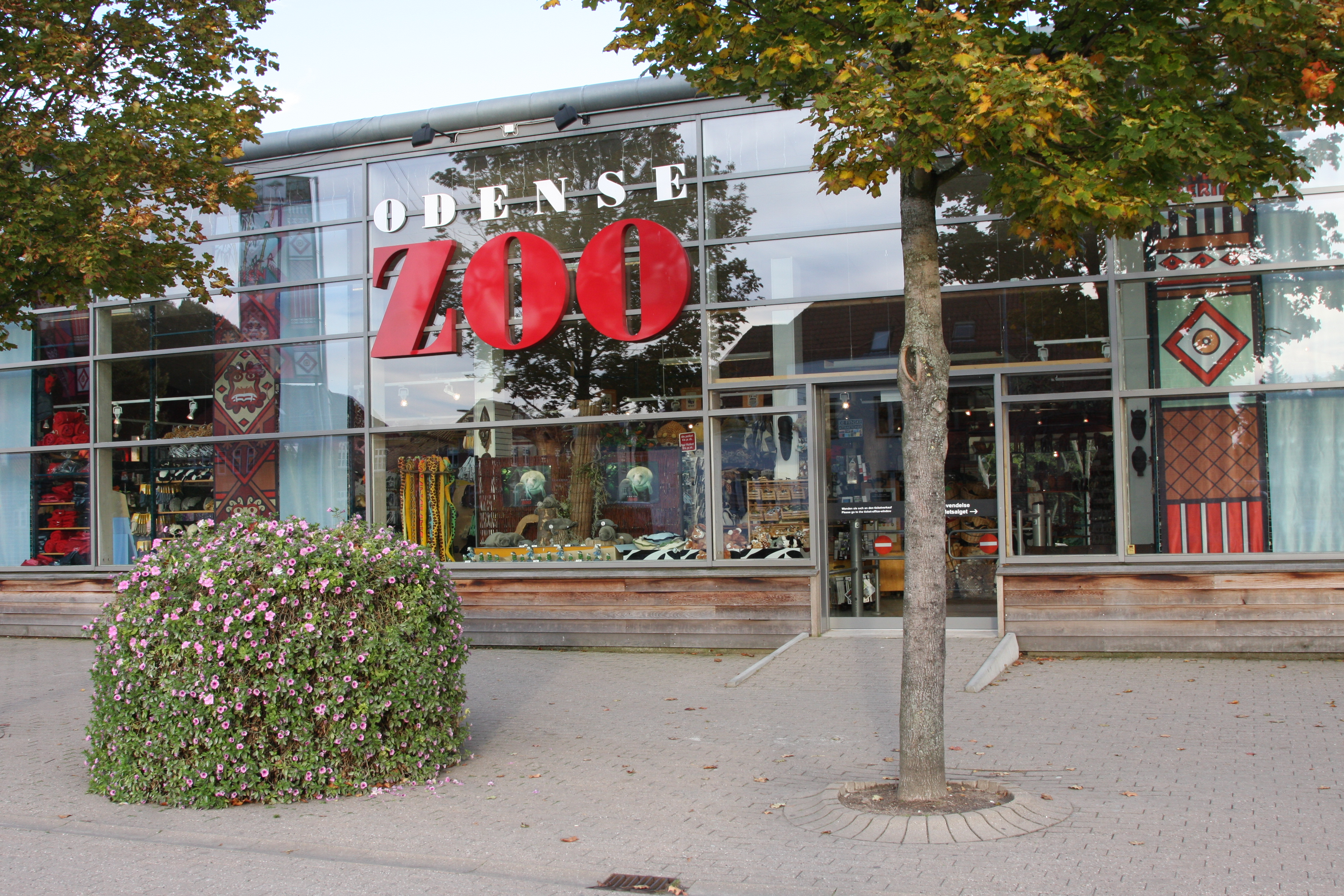
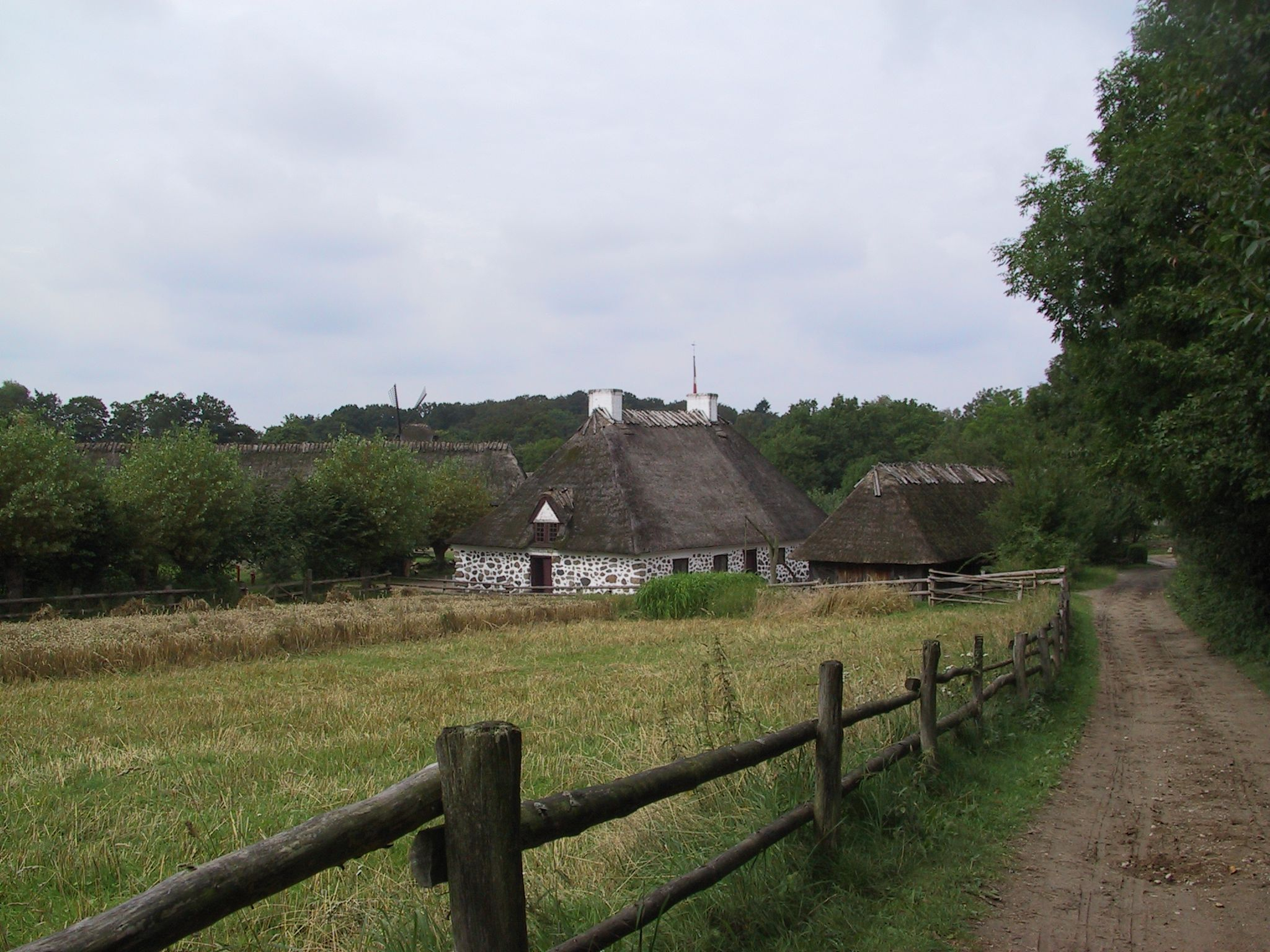
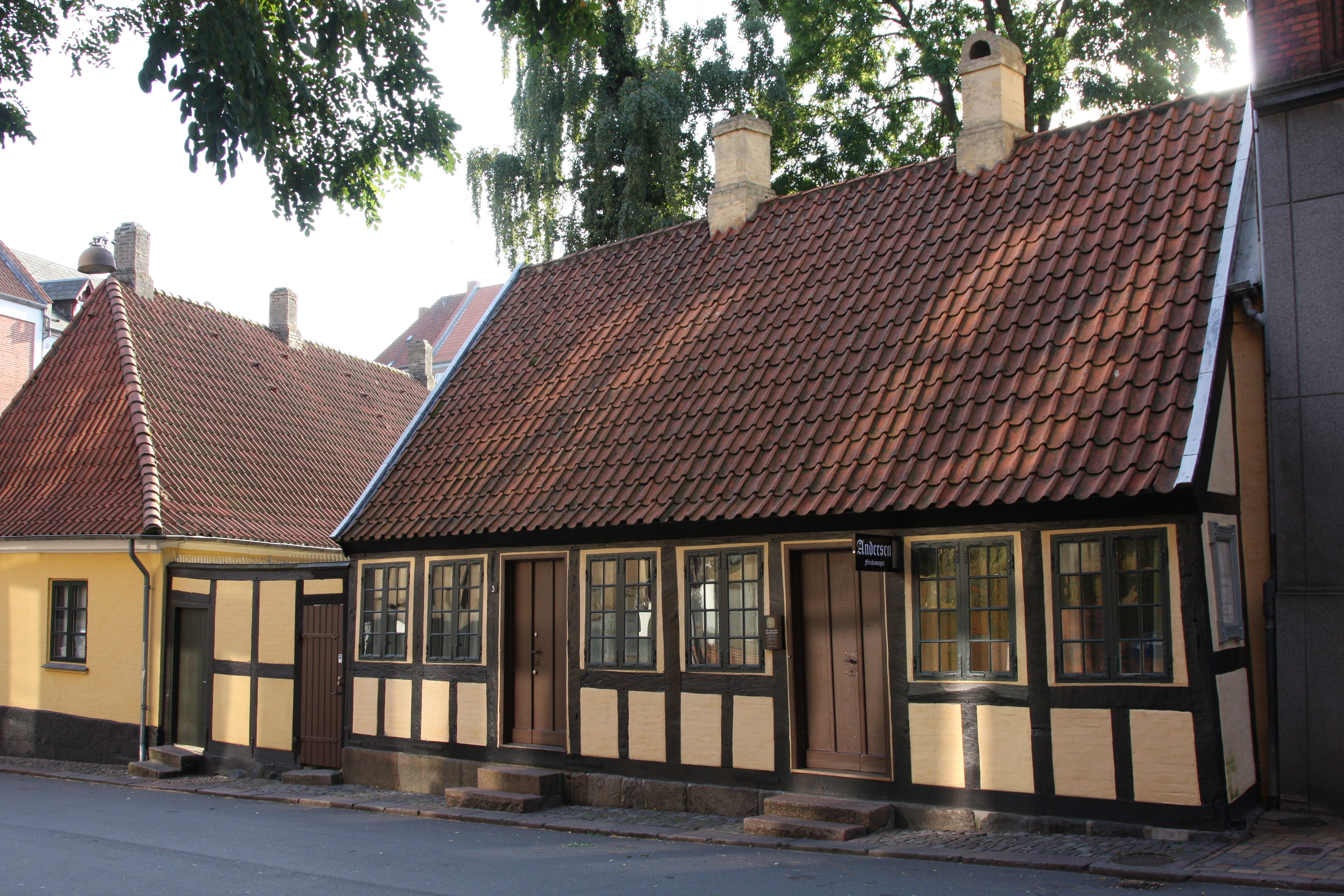
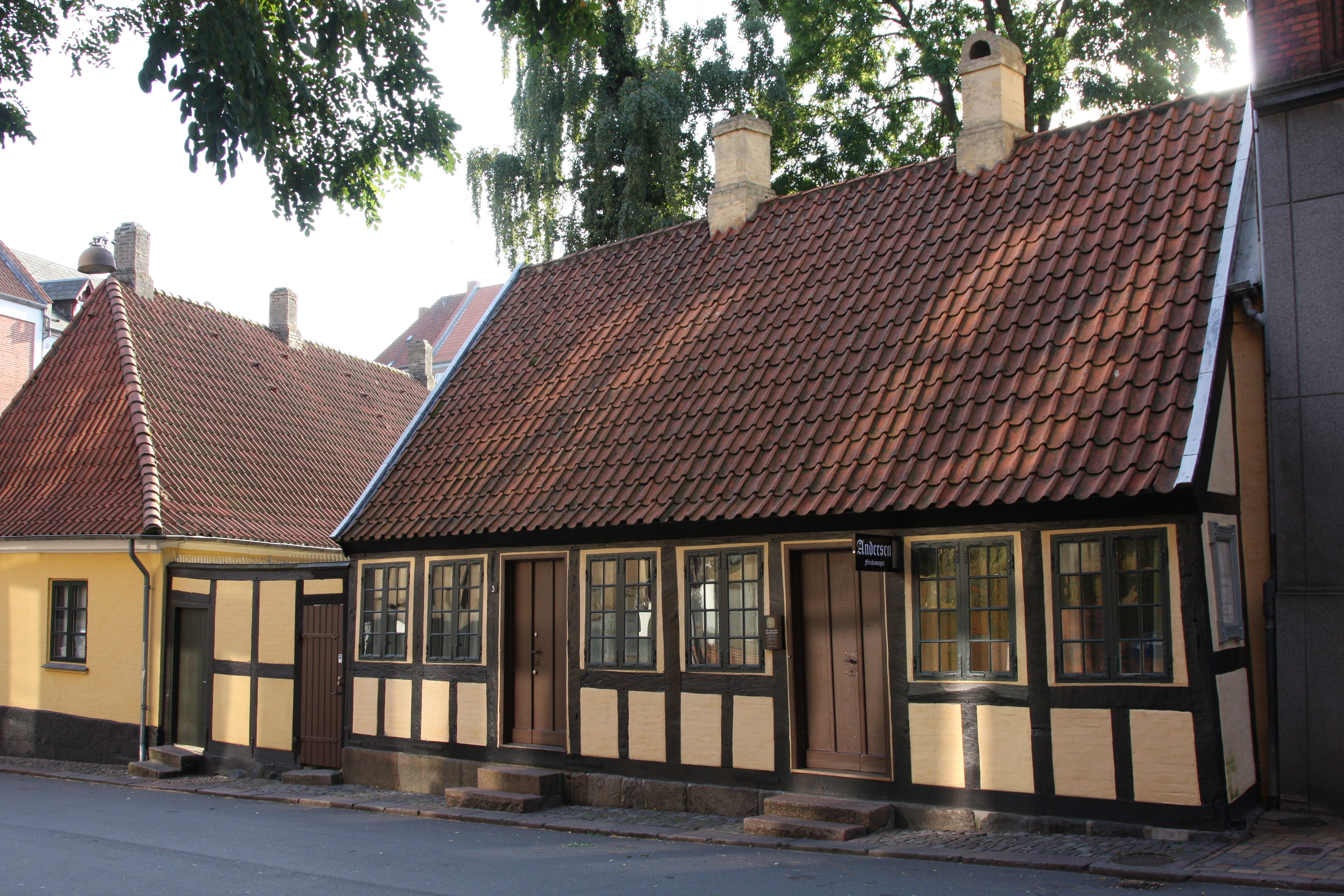
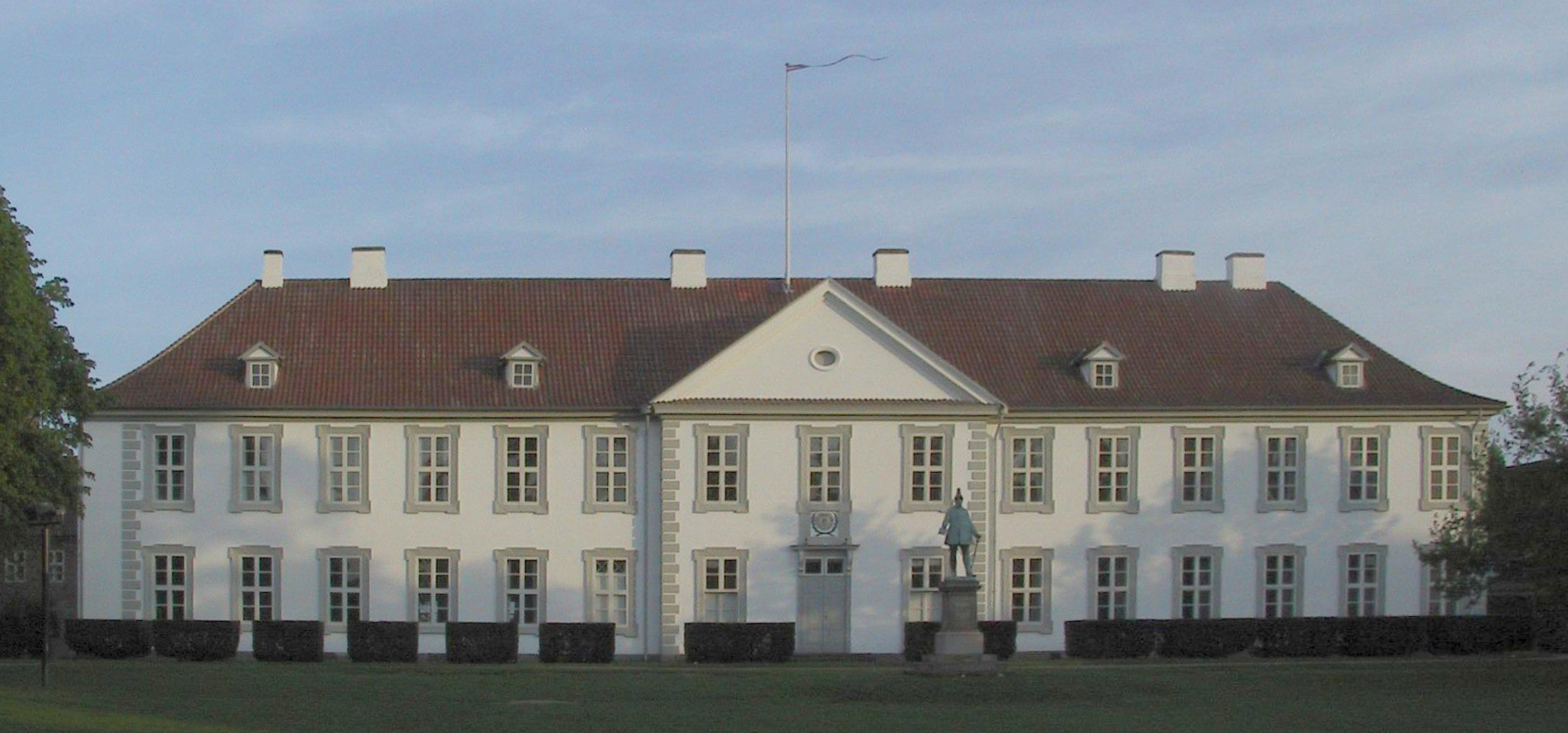
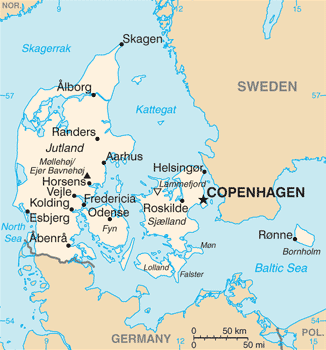
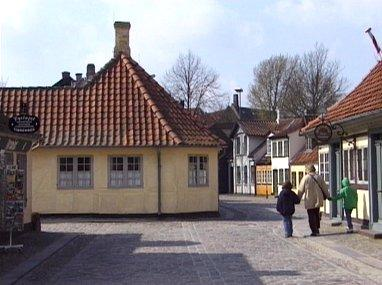
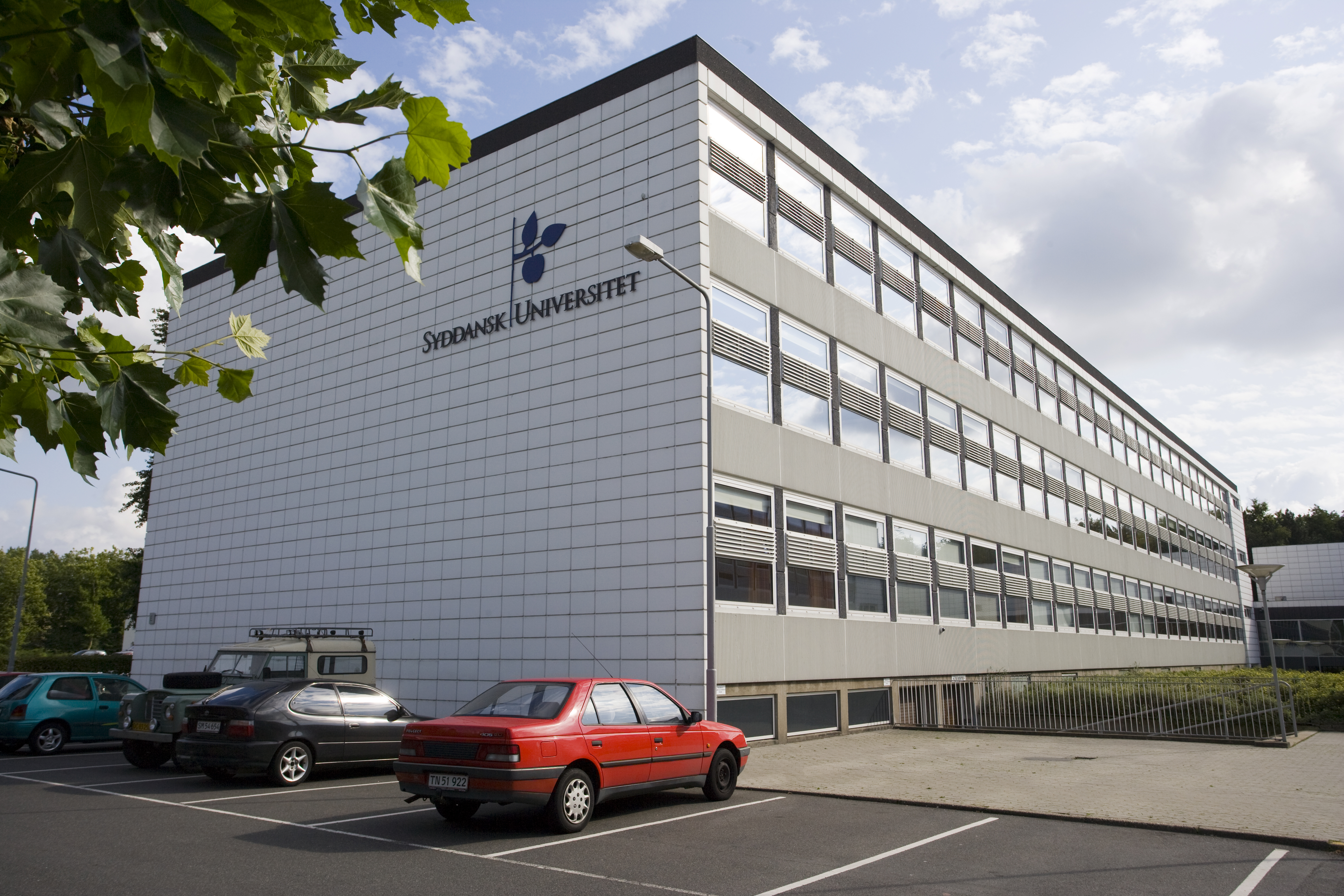
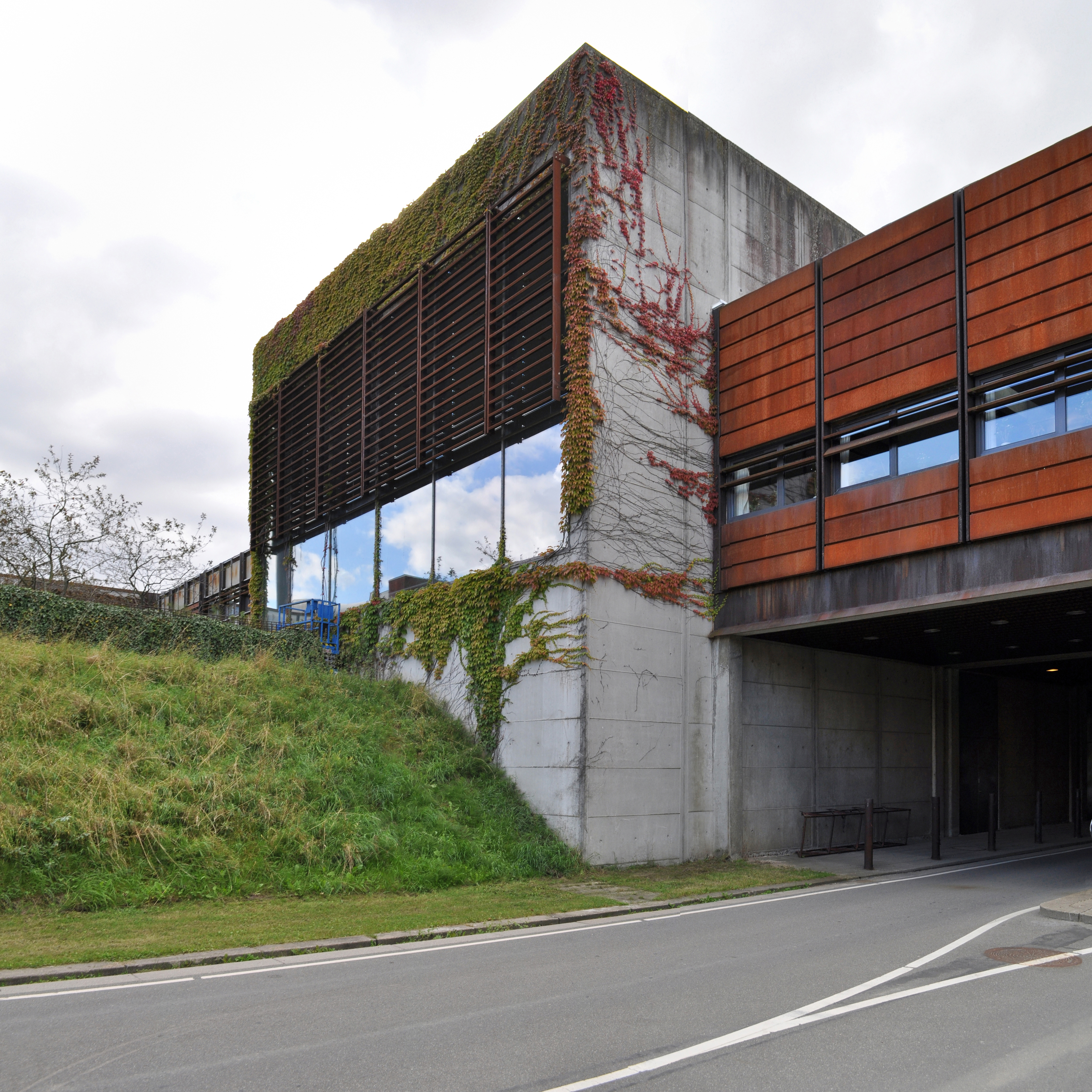
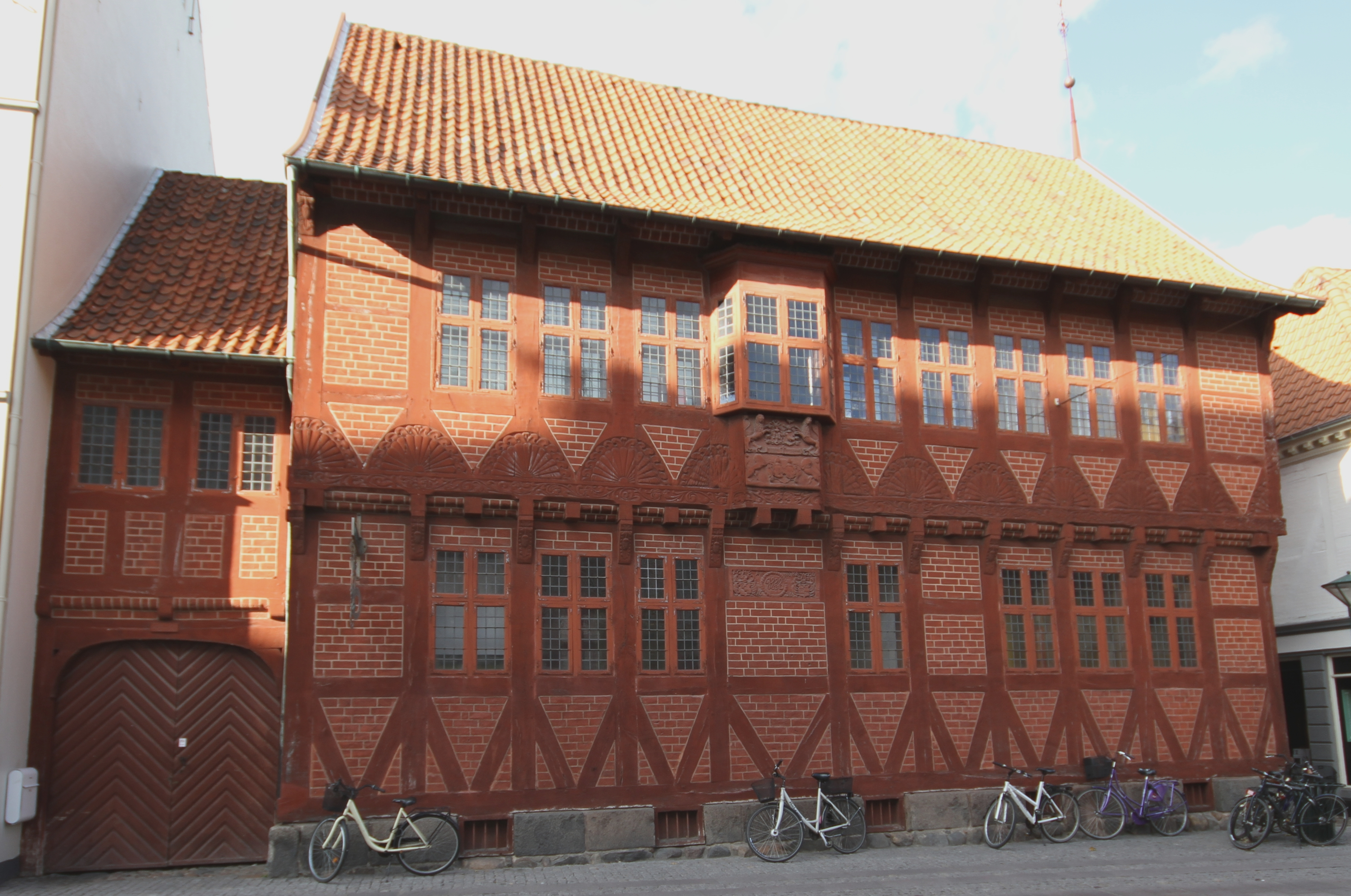
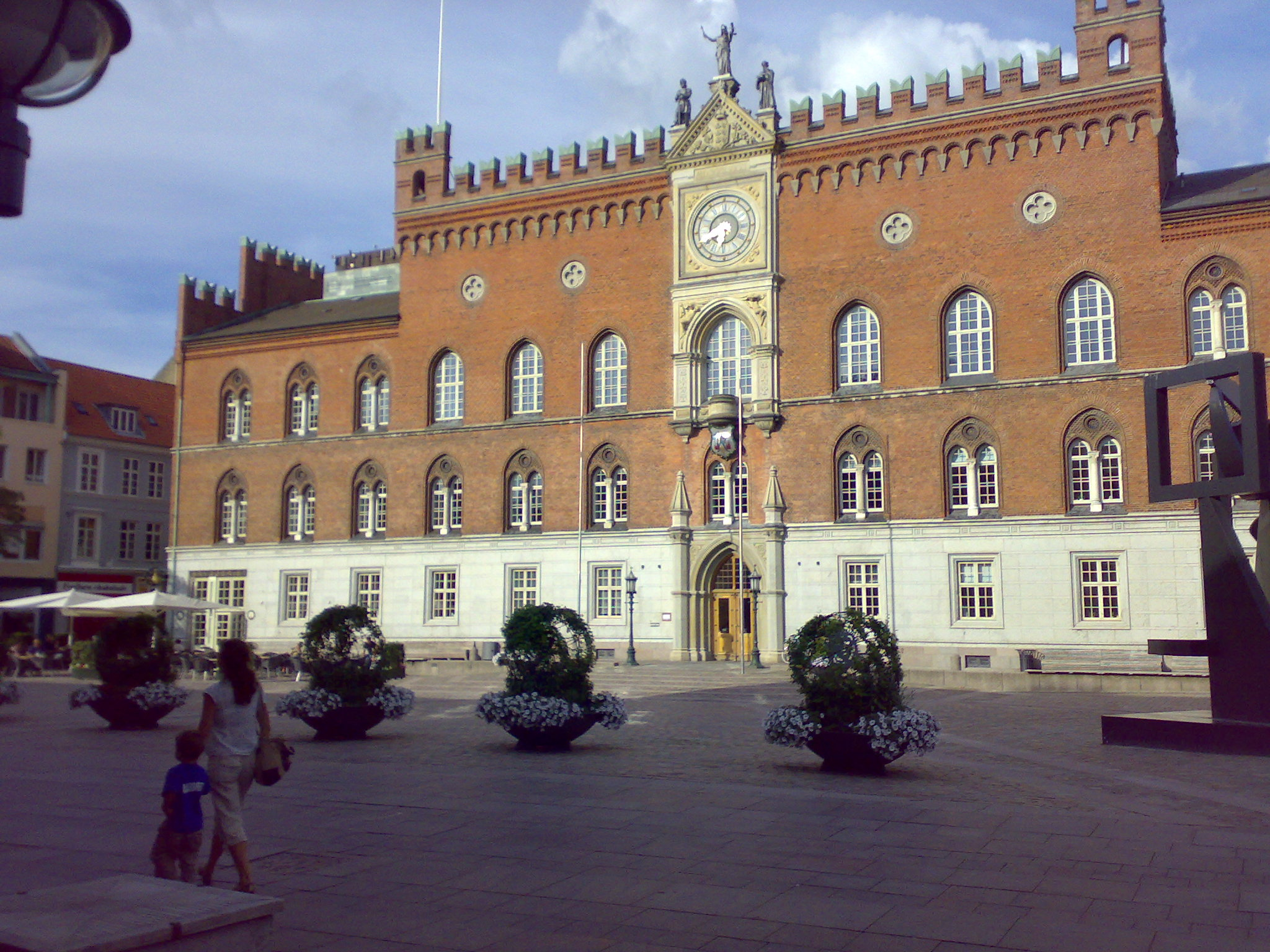
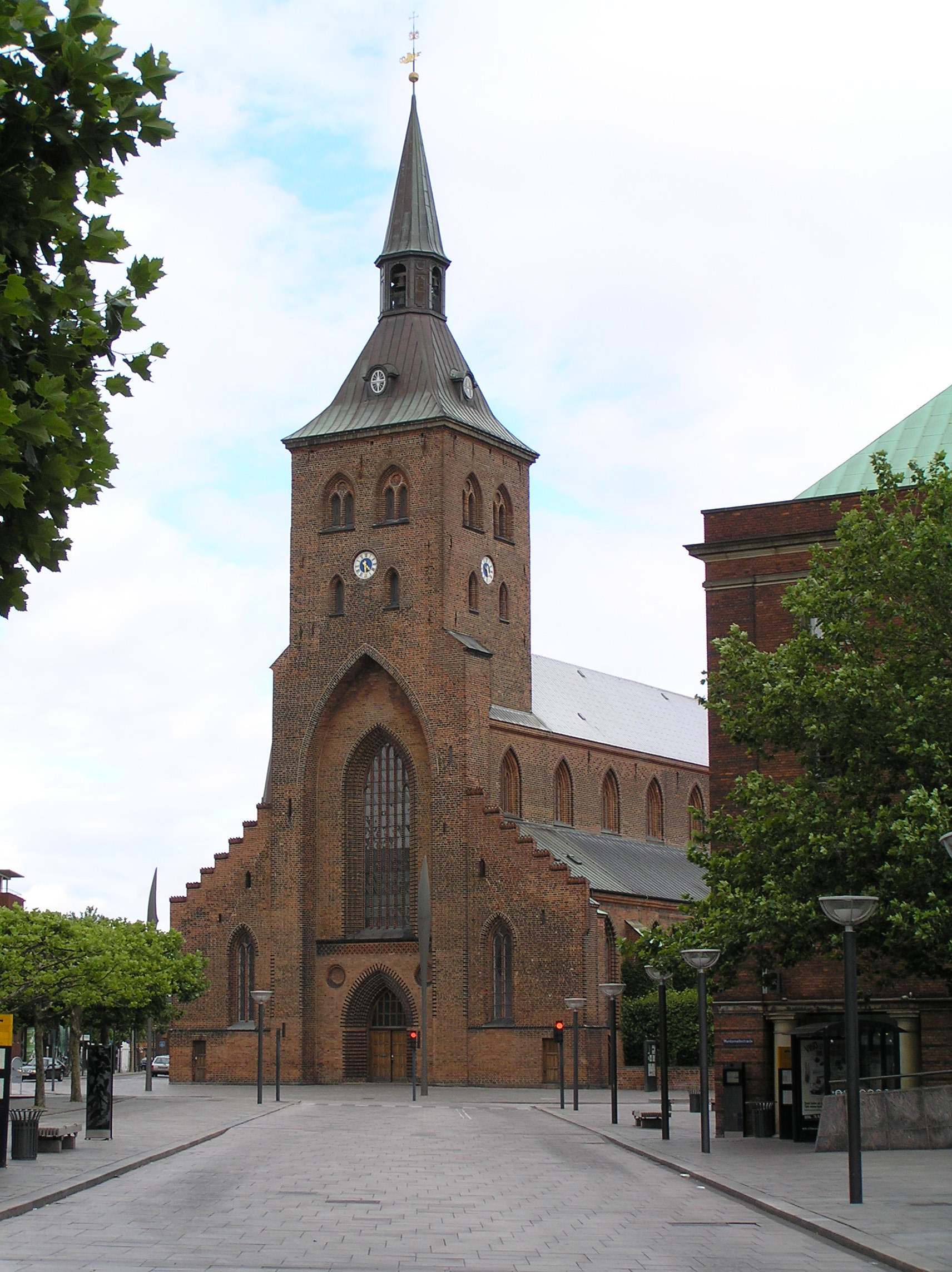
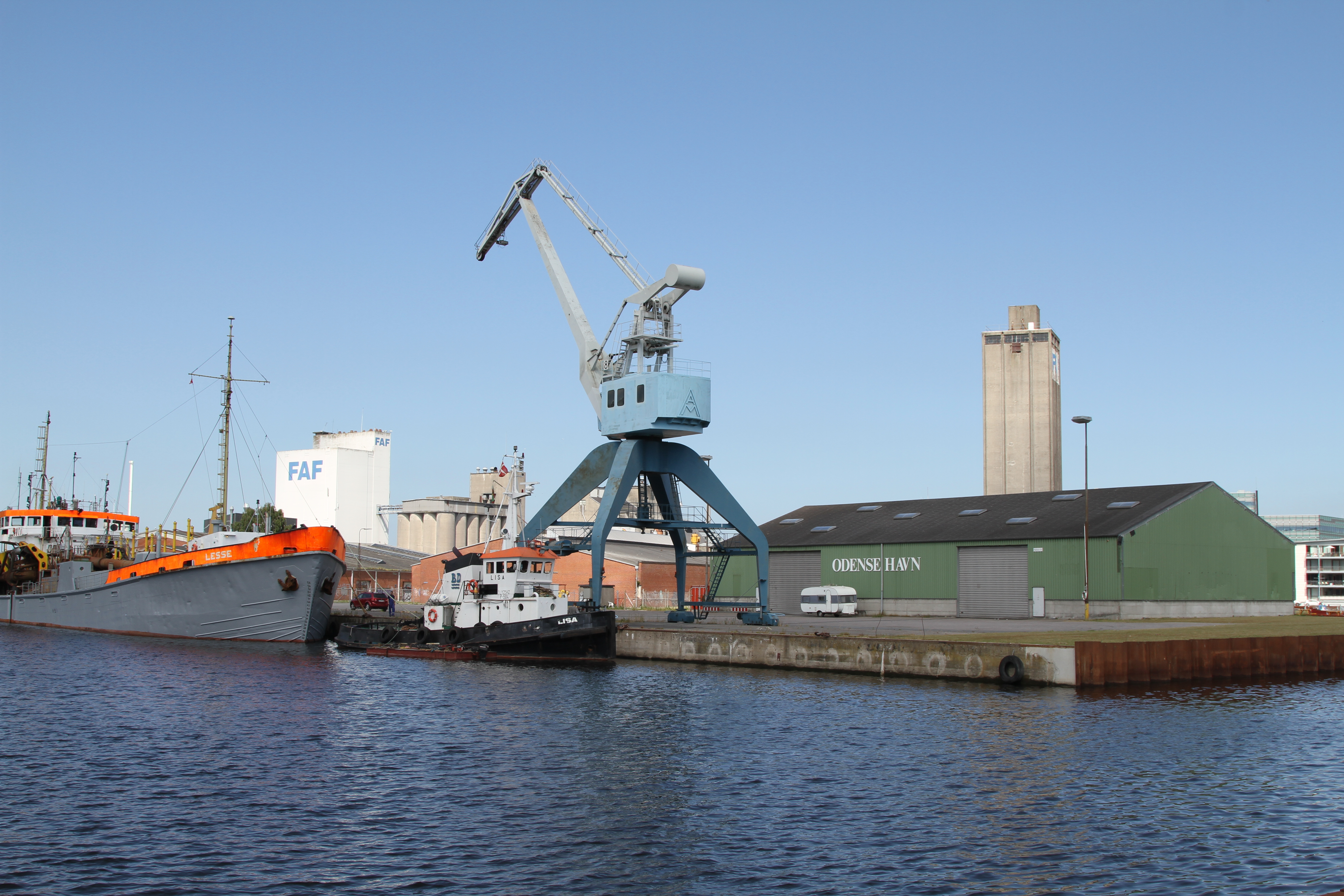
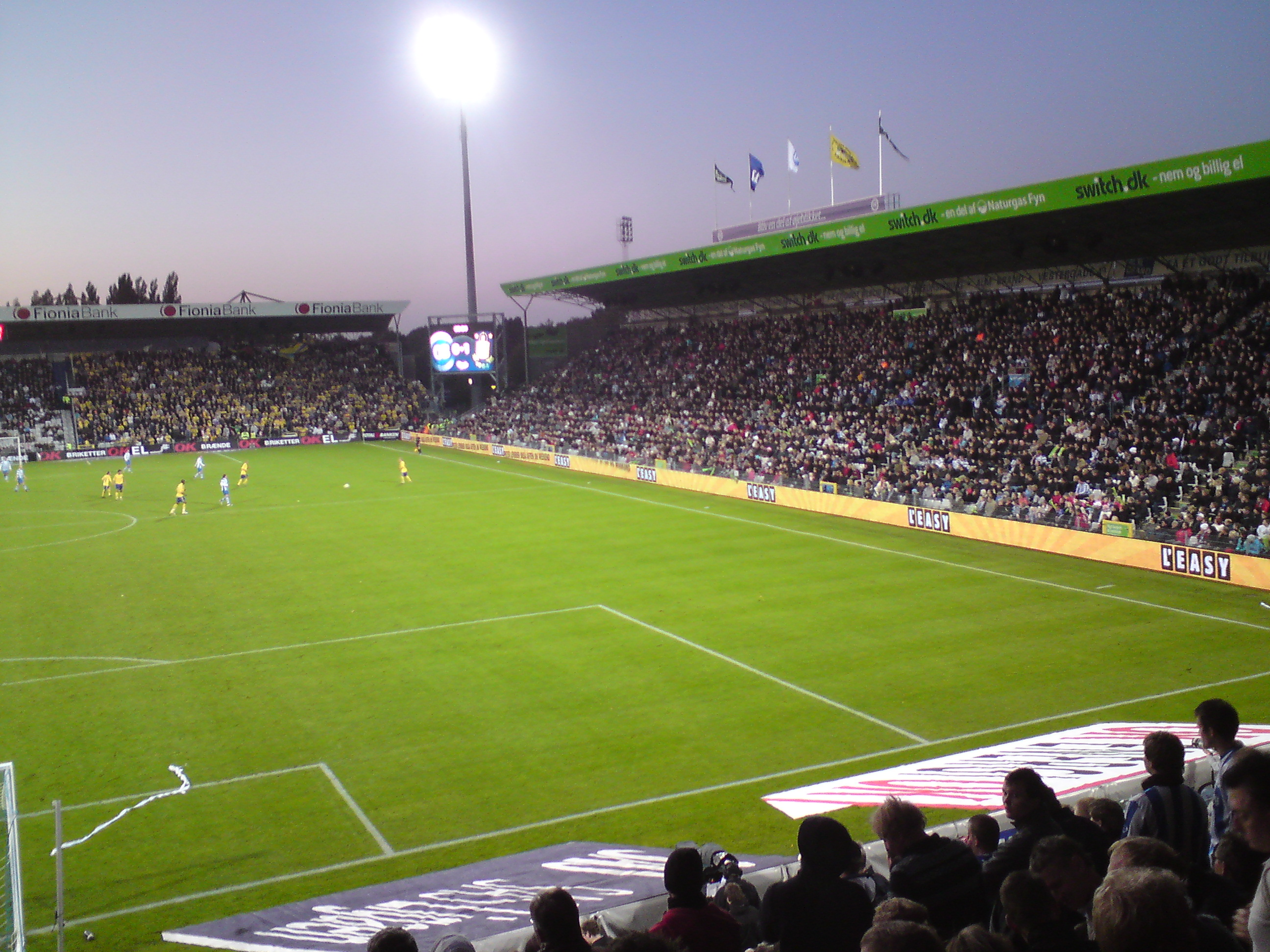
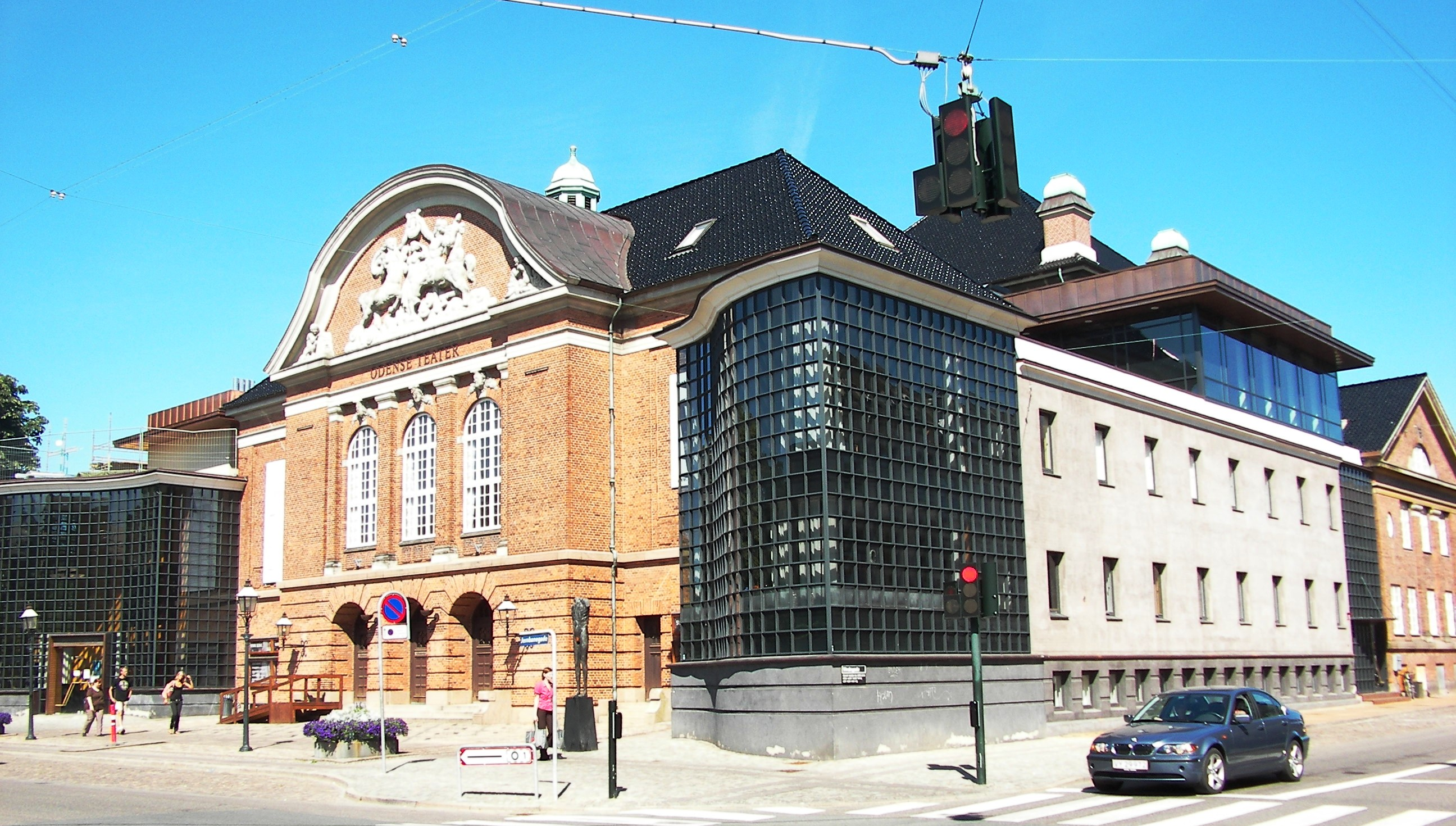
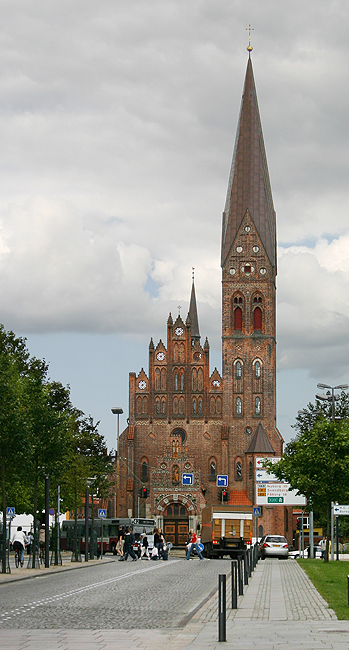
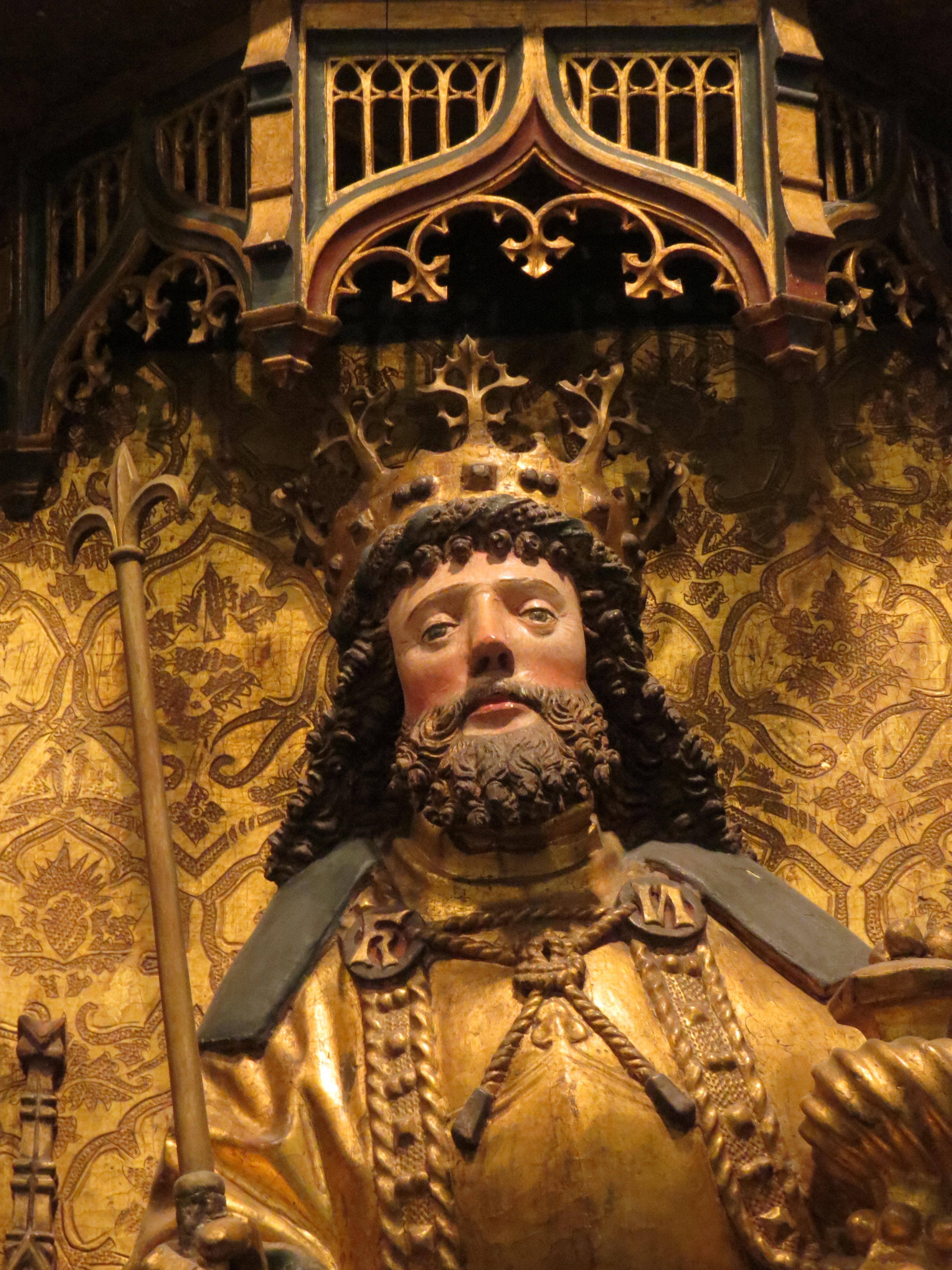
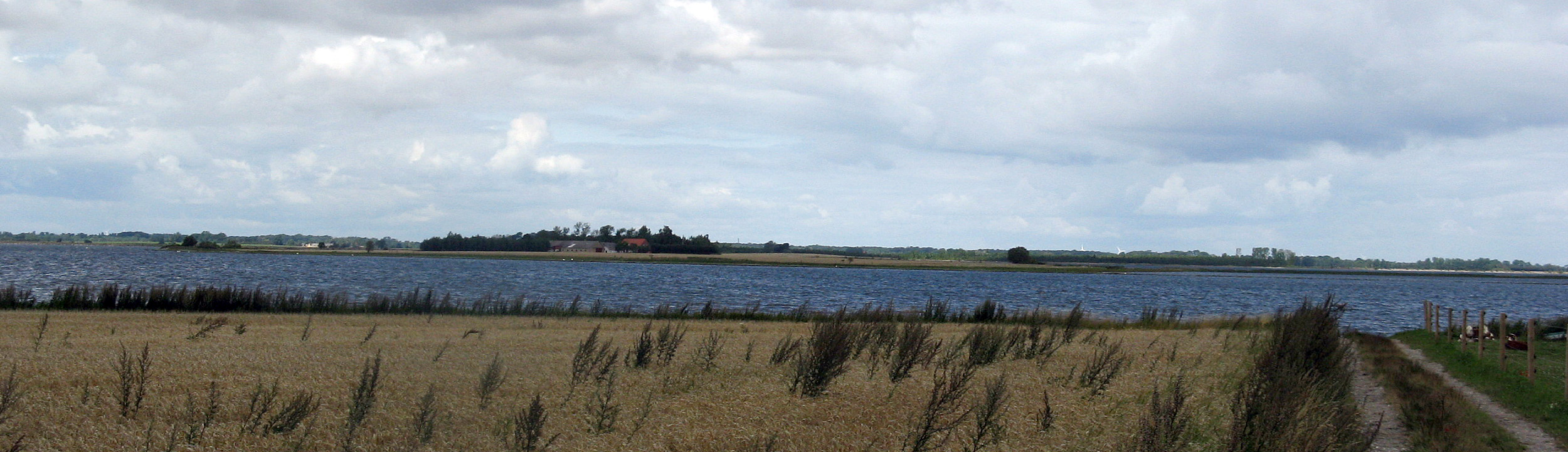
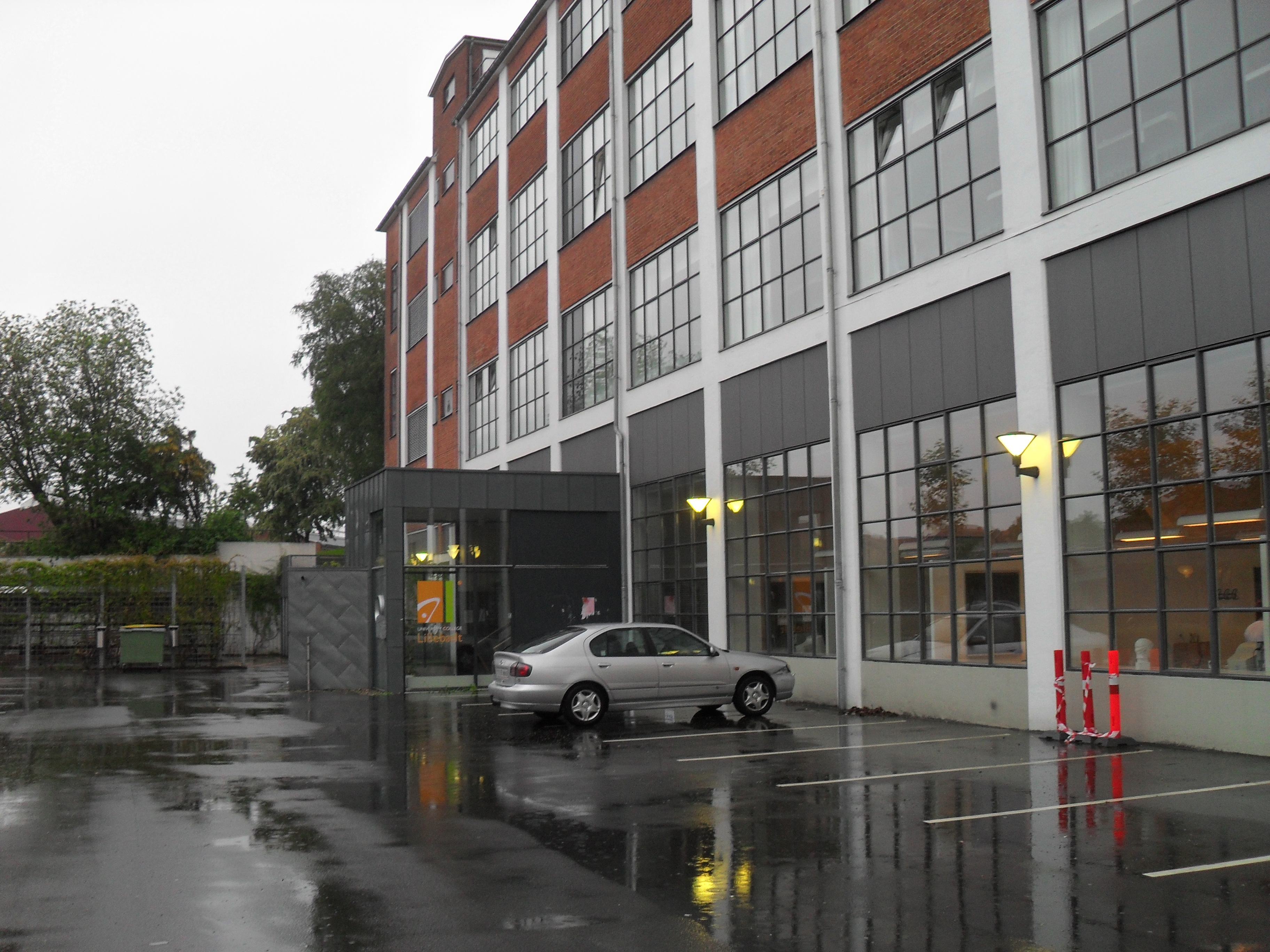
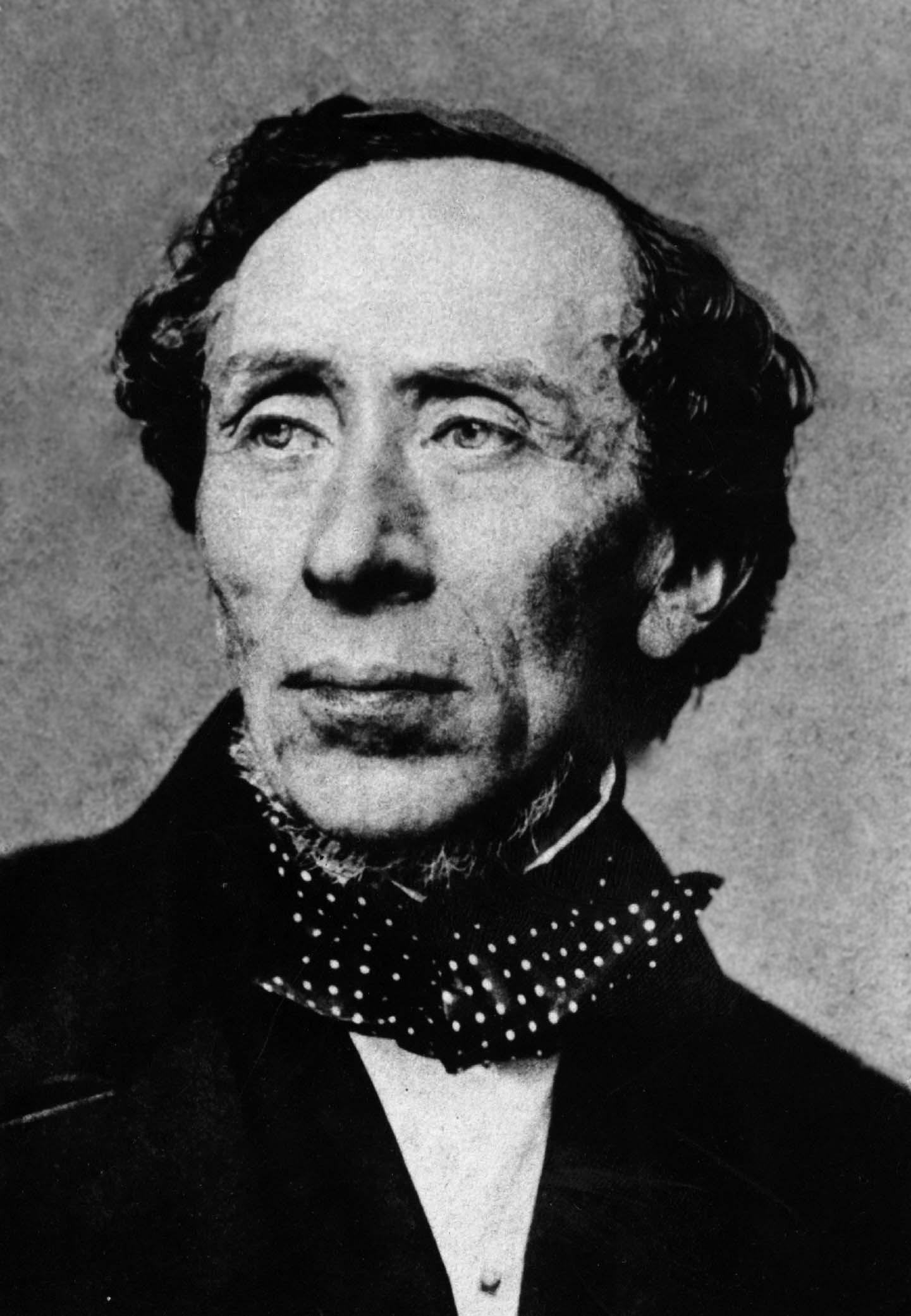
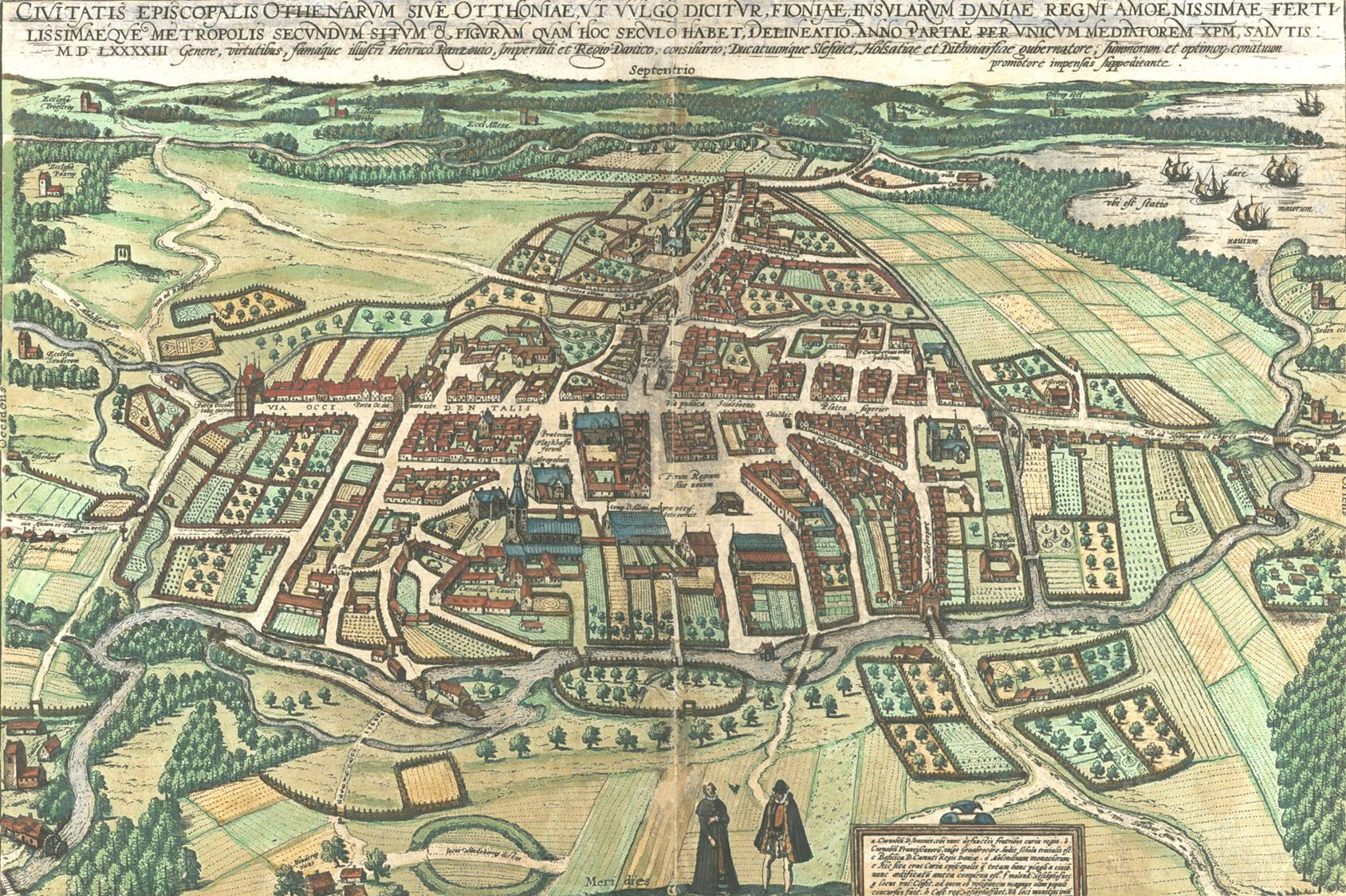
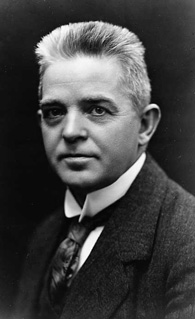
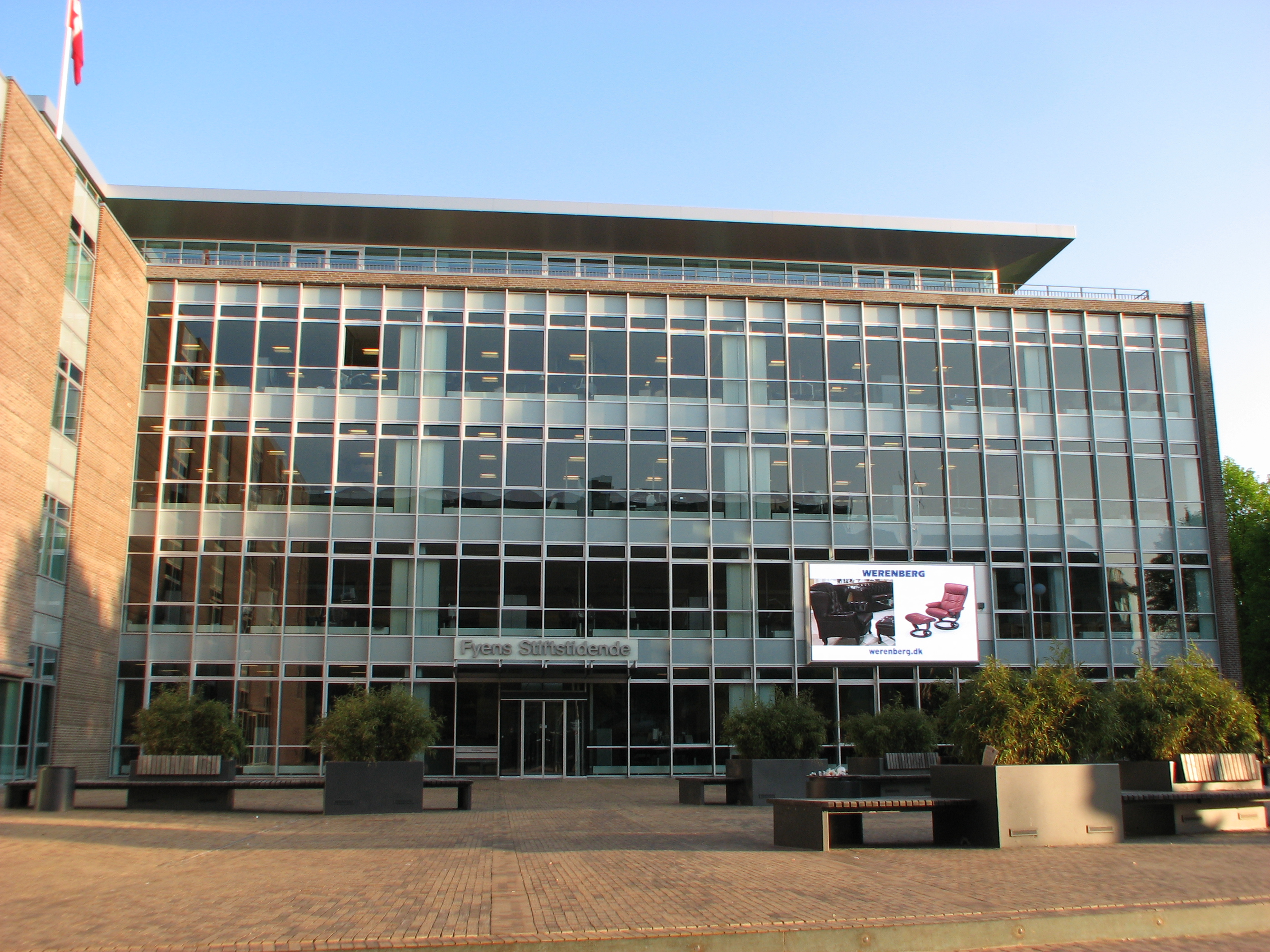